# Mahabalipuram
Mahabalipuram ou Mamallapuram (en tamoul மகாபலிபுரம் (Mahābalipuram)) est une ville indienne. On trouve aussi les noms de Mavalipuram et Mahamalaipuram.
Ce nom, d'après le rapport annuel du Département épigraphique de Madras, a été donné à cet endroit au VIIe siècle, au cours duquel régna le roi Pallava, Narasimhavarman I. La ville de Mahabali  est une ville indienne du district de Chengalpattu dans l’État du Tamil Nadu.
Les Européens, probablement  les marins qui ont découvert les sculptures, lui donnèrent plus tard le nom Sept Pagodes de Mahabalipuram (en).
Cette station balnéaire côtière est située à 50 km au sud de Chennai (Madras) sur la côte de Coromandel; elle servait de port à Madras au Moyen Âge.
Elle abrite un site archéologique et des temples de première importance en Inde du sud, appelé le groupe de monuments de Mahabalipuram par l'UNESCO. Cet ensemble est un site du patrimoine mondial constitué d'une collection de monuments religieux datant des VIIe et VIIIe siècles de l'ère chrétienne principalement érigé par la dynastie Pallava.

## Histoire
Le port de Mahabalipuram était connu déjà au temps de la Grèce antique[Par qui ?]. Au VIIe siècle, du temps du règne de la dynastie Pallava, Mahabalipuram était un port important sans doute en communication avec le Srivijaya en Indonésie et le Royaume du Champa sur la péninsule indochinoise. Cependant, si aucune installation portuaire n'a été retrouvée à ce jour, le tsunami, conséquence du tremblement de terre du 26 décembre 2004, a mis au jour des structures qui pourraient être reliées à cette activité.

## Patrimoine
Le site comporte un grand nombre de monuments hindouistes dédiés à Shiva, à Vishnou, mais aussi à Krishna et aux héros du Mahabaratha, dont trois monuments ou groupes de monuments :

### La descente du GangeouLa pénitence d'Arjuna
La Descente du Gange est un bas-relief datant du VIIe siècle, probablement le plus grand au monde. Les sculptures qui couvrent la totalité de la surface de deux énormes rochers, soit 27 mètres de long sur 9 mètres de haut, dépeignent le cours du Gange depuis les Cieux et l'Himalaya tel que décrit dans le Panchatantra.
Selon le Ramayana, le roi d'Ayodhya Bhagiratha, de la lignée d'Iksvaku, lui-même ancêtre de Rama, se livra à une très dure ascèse durant mille ans afin d'accomplir les rites funéraires et purifier les cendres de ses soixante mille ancêtres. À force de courage, il obtint de Brahma la descente sur terre de la Ganga (le Gange). Cependant le flot impétueux du fleuve aurait anéanti toute vie, tant sa force était grande si, à force de nouvelles austérités, le roi n'avait obtenu de Shiva la faveur de recueillir le Gange dans sa Jata (chignon d'ascète) pendant encore cent ans. Au terme de ces années, son cours avait été ralenti et Shiva put le laisser couler librement. Cependant, alors que le Gange dévalait son lit, il aspergea l'autel de l'ascète Jahnu, qui, contrarié, l'avala. Bhagiratha le pria de l'excuser, et l'ascète permit au Gange de sortir par son oreille afin de terminer son œuvre de purification, d'où le nom de Jahnavi, fille de Jahnu, que l'on donne parfois à la Ganga.

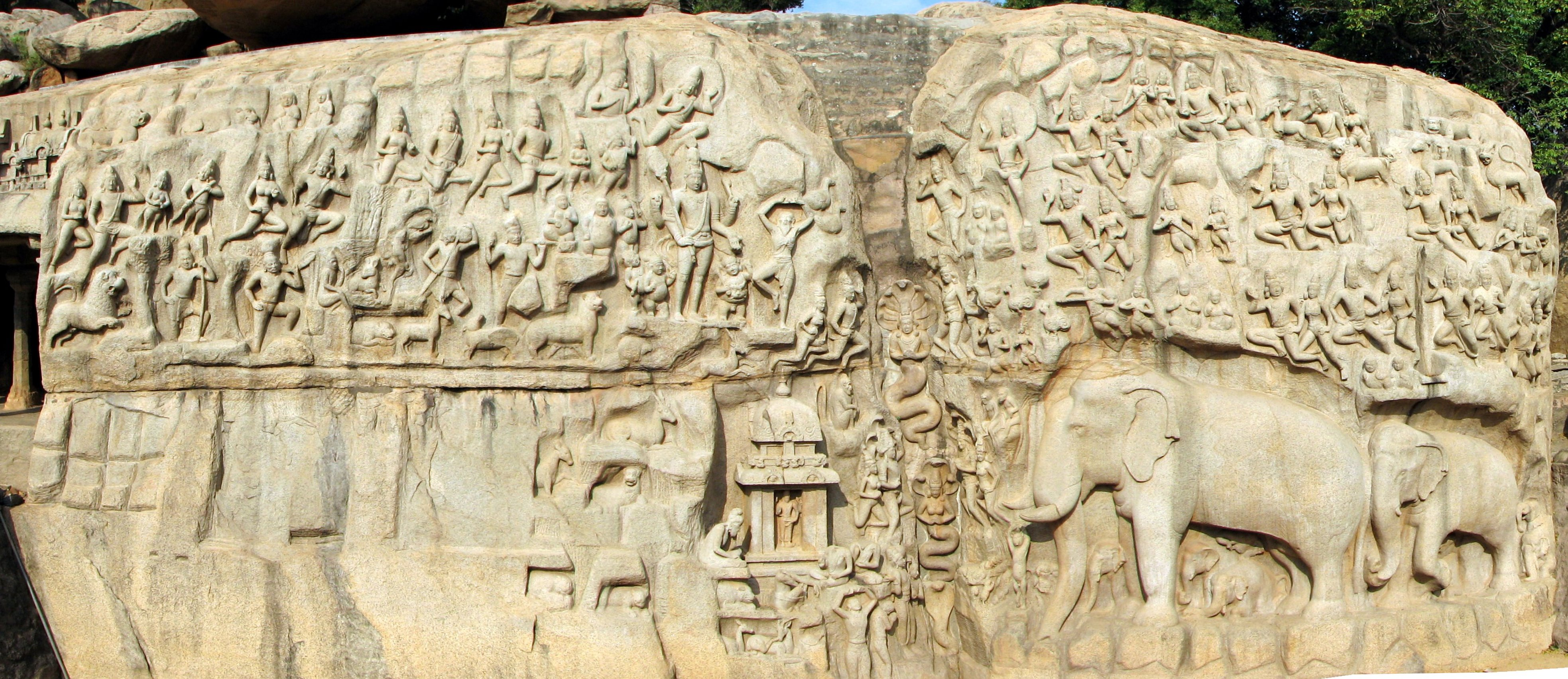
La descente du Gange

Le bas-relief est aussi appelé la Pénitence d'Arjuna, du nom du principal héros des frères Pandava dans le Mahabharata, répondant de fait à l'attribution des cinq Ratha du même site. À gauche du bas-relief, se trouve un petit temple excavé appelé Pancha Pandava Mandapa.
L'attribution de ce bas-relief à un épisode du Ramayana ou du Mahabaratha fait encore débat et est très souvent sujet à polémique dans les milieux universitaires.

### Temple du Rivage
Le Temple du Rivage est un temple construit de 700 à 728 par le roi Pallava Râjasimha Nârasimhavarman II (en) au bord de la côte du golfe du Bengale. C'est un des premiers temples construits par opposition aux temples creusés dans des grottes ou excavés dans des falaises.

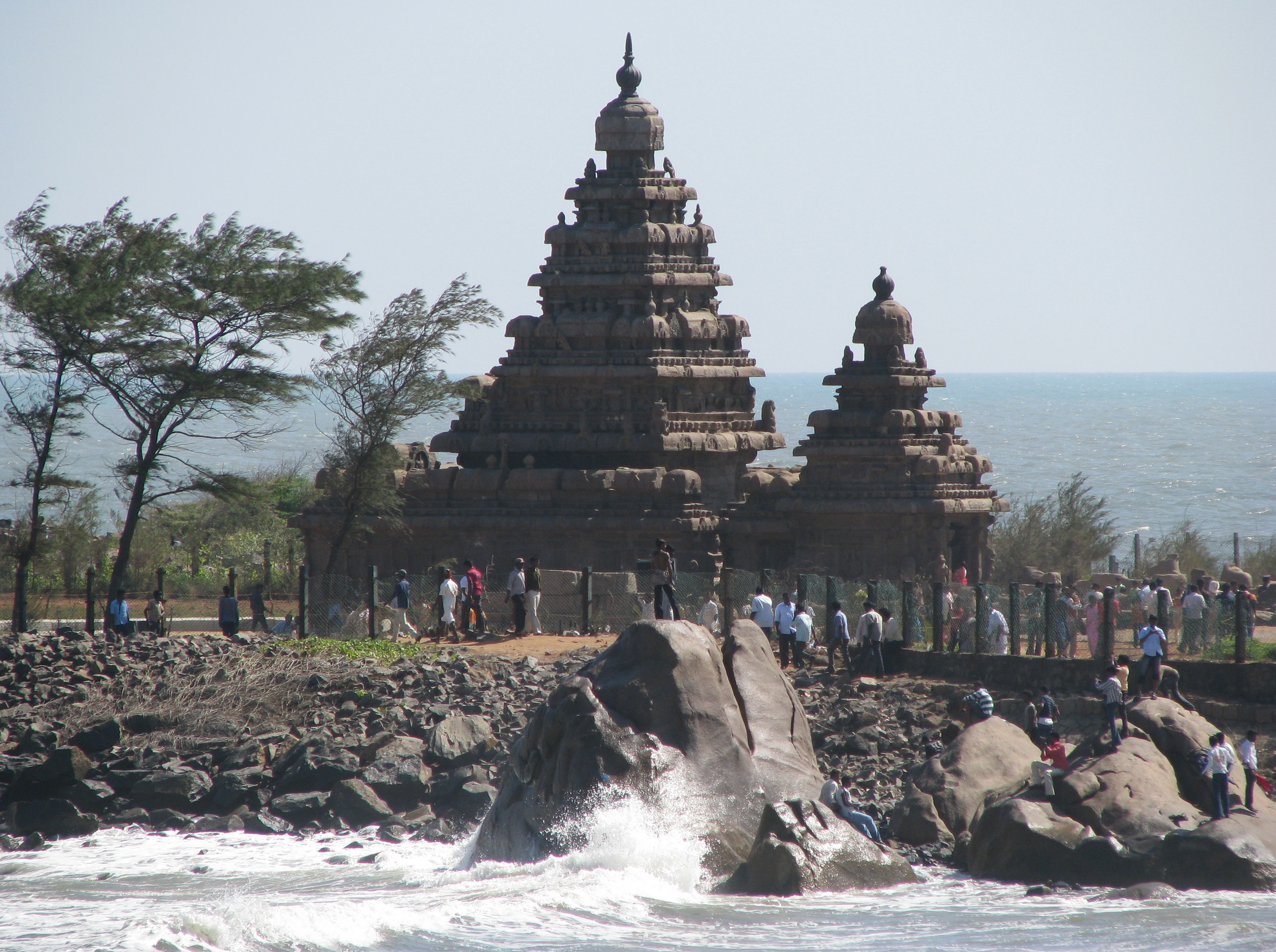
Le Temple du Rivage

D'après la tradition, c'est le seul temple restant de l'ensemble mythique des sept Pagodes de Mahabalipuram (en). Le temple, qui a souffert depuis douze siècles de sa situation sur le rivage, est maintenant protégé de l'érosion éolienne par une haie et de celle des vagues par des blocs de rocher mis en place par le gouvernement d'Indira Gandhi, blocs qui lui ont permis de résister à la vague du tsunami du 26 décembre 2004. Cependant, cette vague qui a déplacé de grandes quantités de sable sera peut-être à l'origine de futures découvertes concernant le site.

### Cinq Ratha
Les cinq Ratha (Pancha Ratha) — Yudhishthira (ou Dharmaraja), Bhima, Arjuna, Draupadi et Nakula-Sahadeva — sont des monuments monolithiques de tailles et de formes différentes excavés d'une petite colline, descendant en pente douce vers le sud, au sud du village.

### Autres
Il y a quatre autres ratha ailleurs dans Mahabalipuram. Un grand nombre de temples, souvent excavés, sont aussi éparpillés sur le territoire du village. Enfin, on trouve également dans le village un énorme rocher vaguement sphérique appelé la boule de beurre de Krishna.
Le site de Mahabalipuram est inscrit au patrimoine mondial de l'Unesco depuis 1985.

## Festival de danse
Mahâballipuram accueille l'un des plus importants festivals de danse indienne en janvier et février. Les danses de style Bharat Natyam, Kuchipudi, Kathak, Mohiniattam, Odissi et Kathakali sont interprétées avec la magnifique Descente du Gange comme toile de fond. Les figures les plus éminentes dans leur art se rassemblent pour cet événement culturel qui est également promu par le bureau du tourisme du Tamil Nadu.

## Galerie

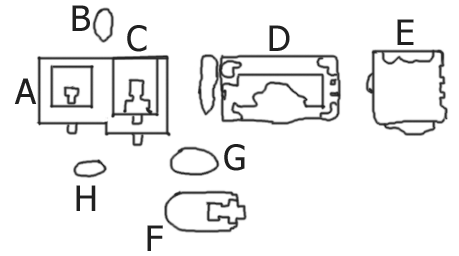
Plan des Ratha du sud
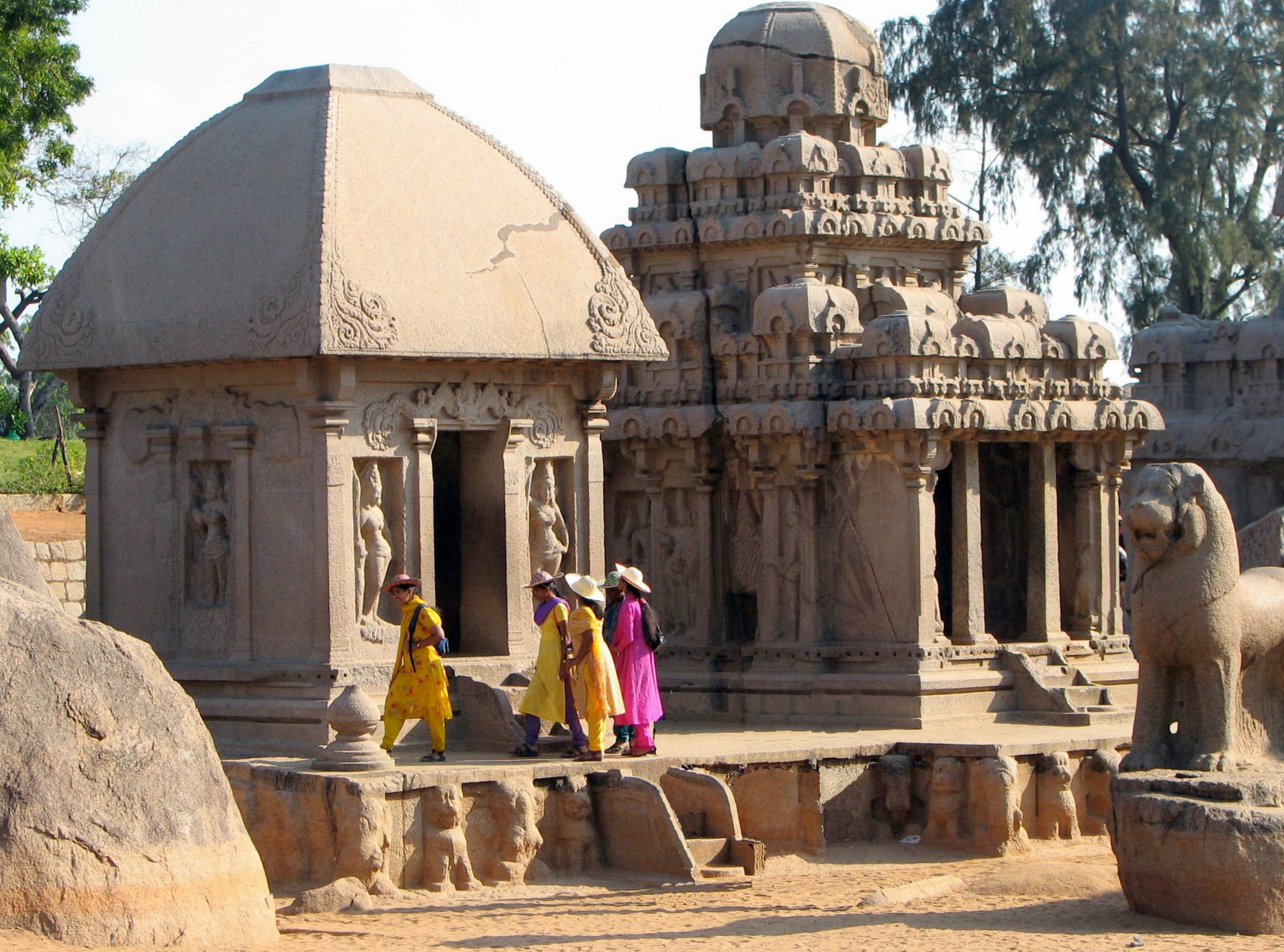
Les Ratha Draupadi et Arjuna (A et C)
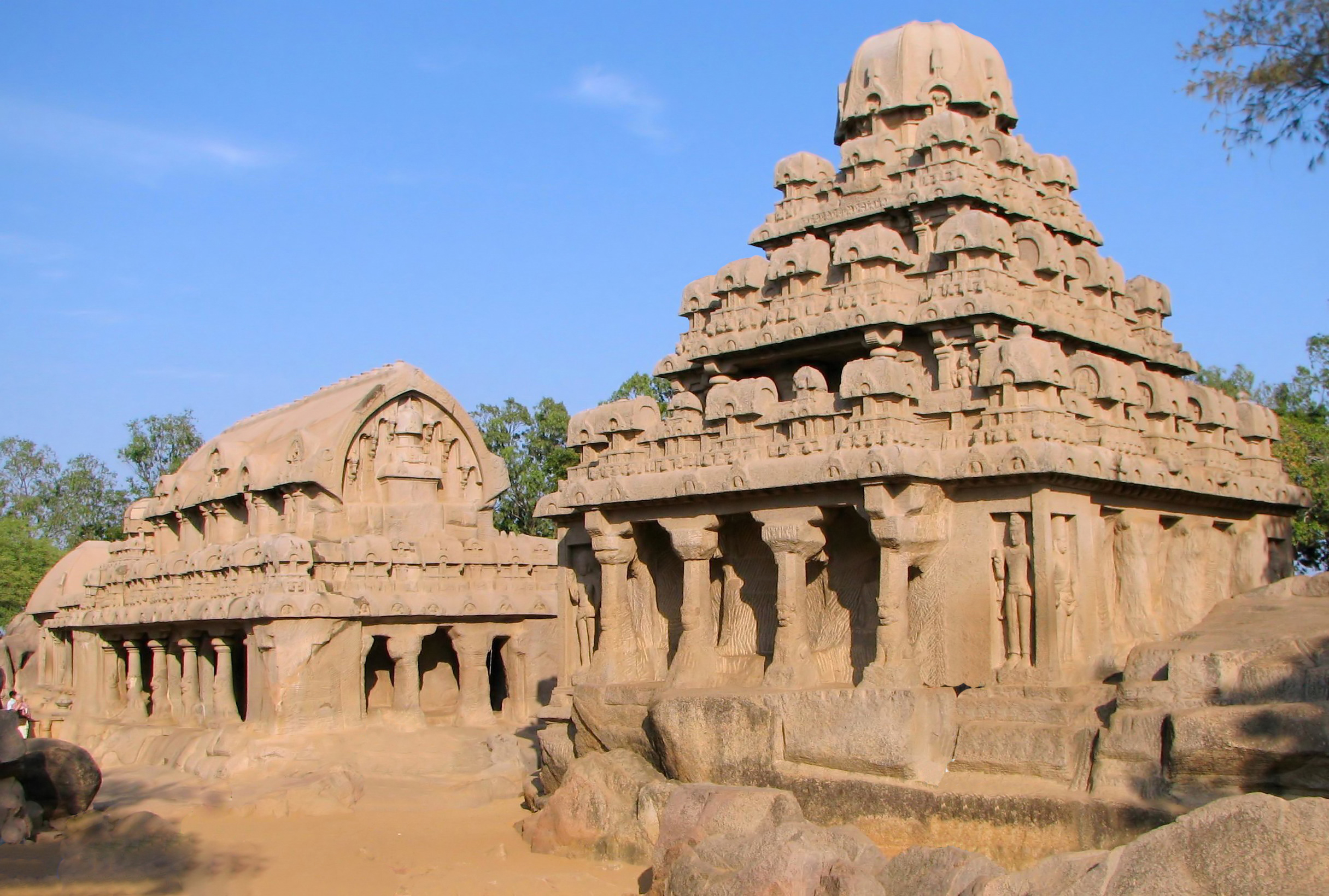
Les Ratha Bhima et Dharmaraja (D et E)
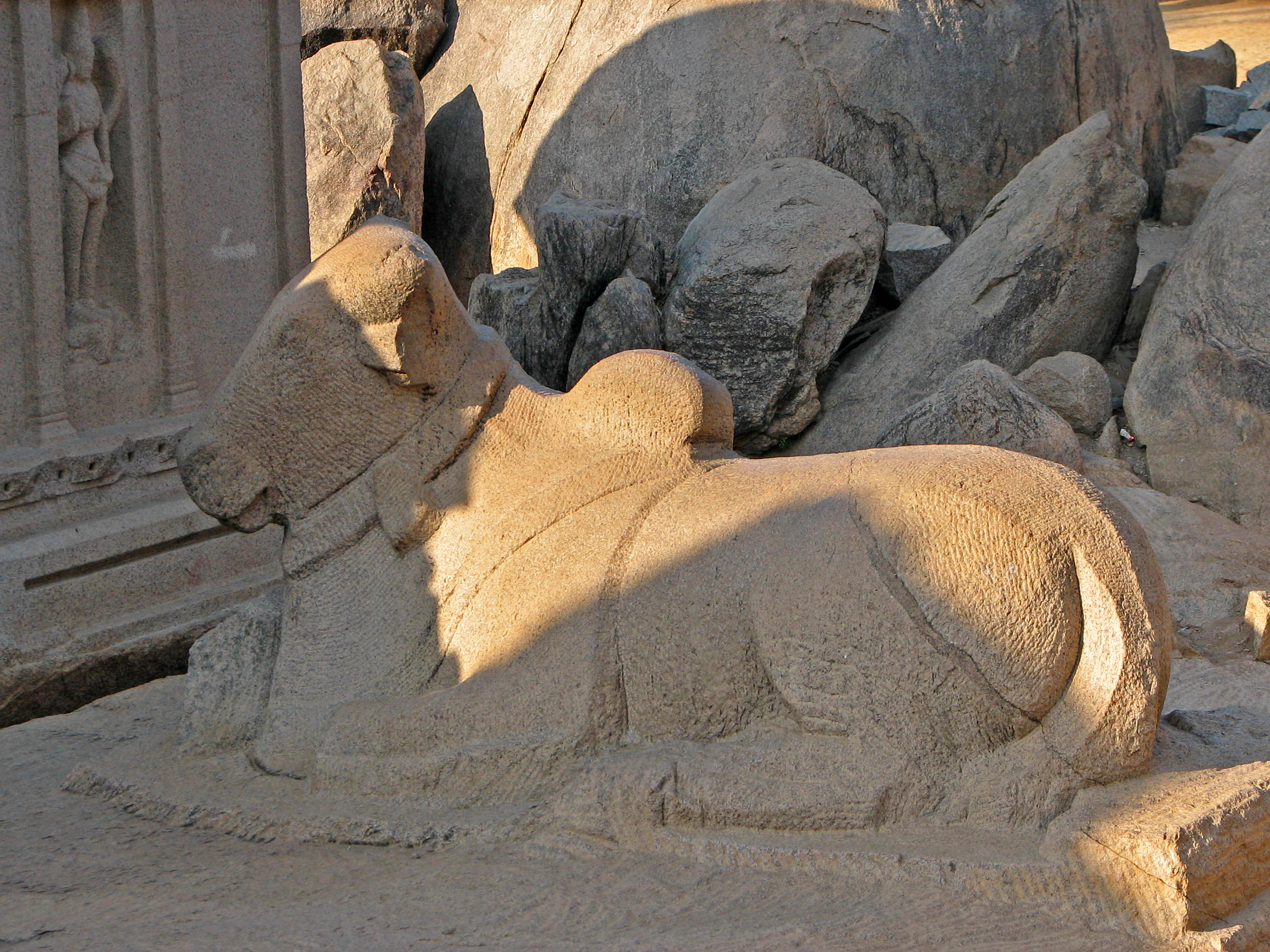
Le taureau Nandi (B)
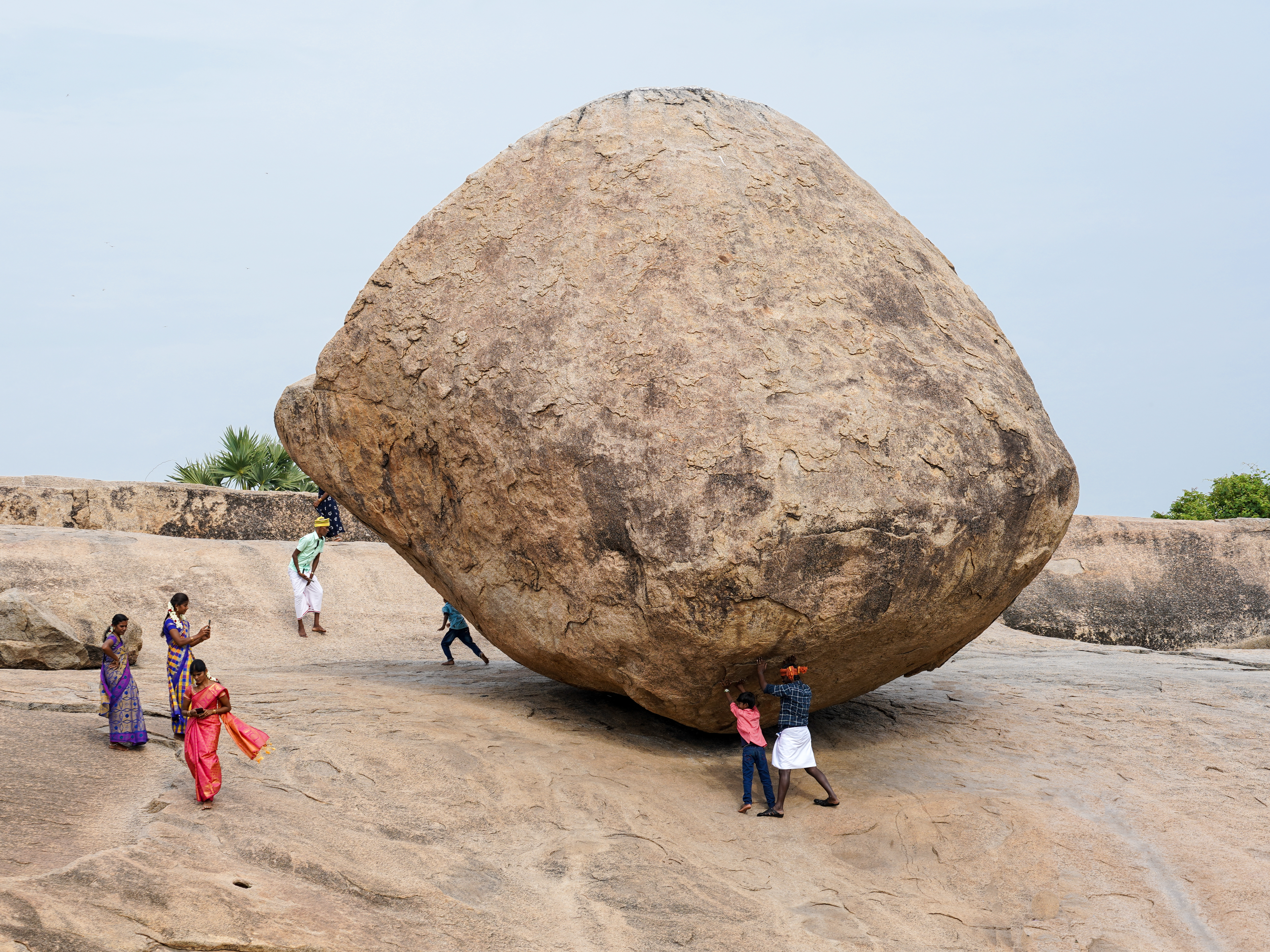
La boule de beurre de Krishna
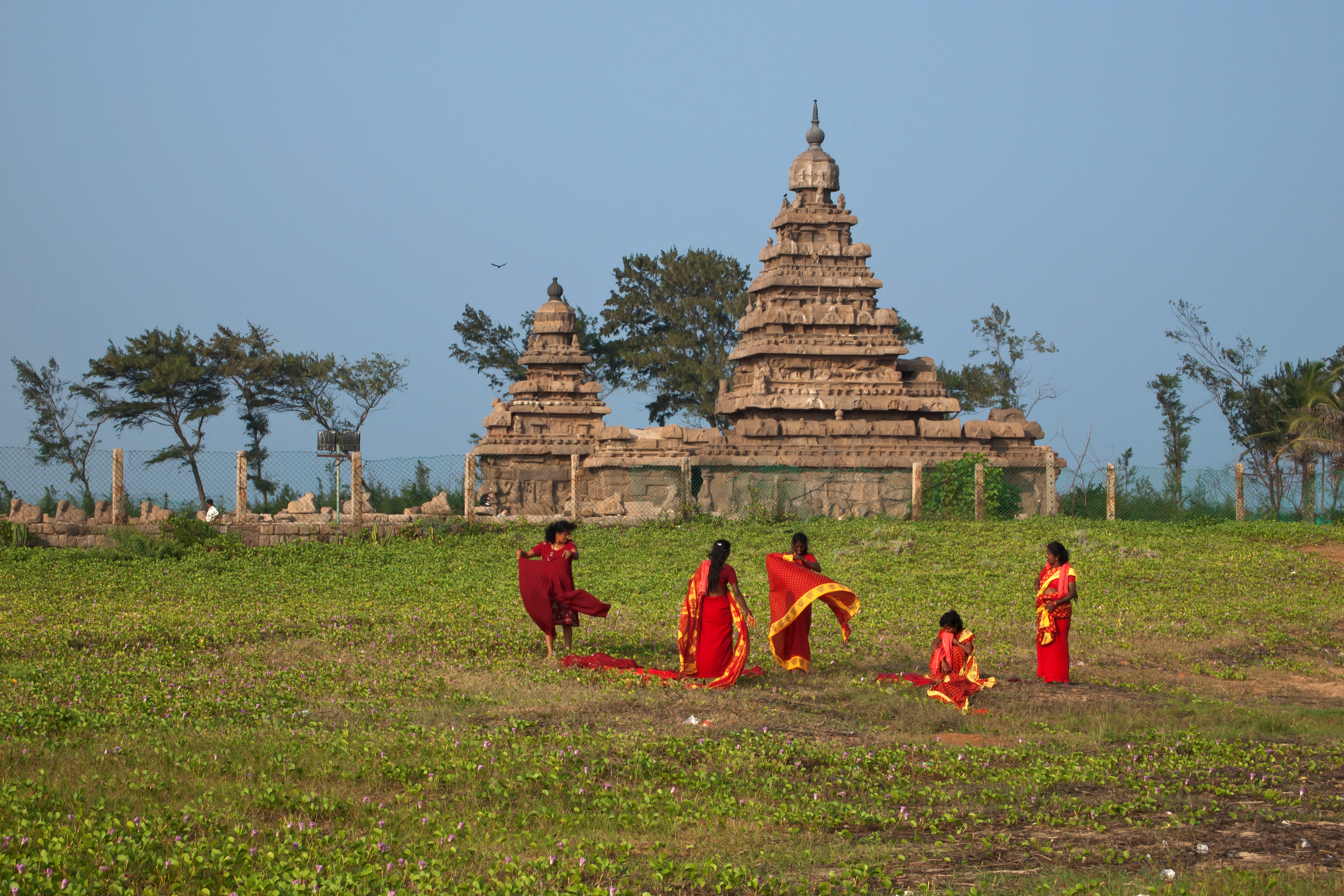
Le Temple du Rivage
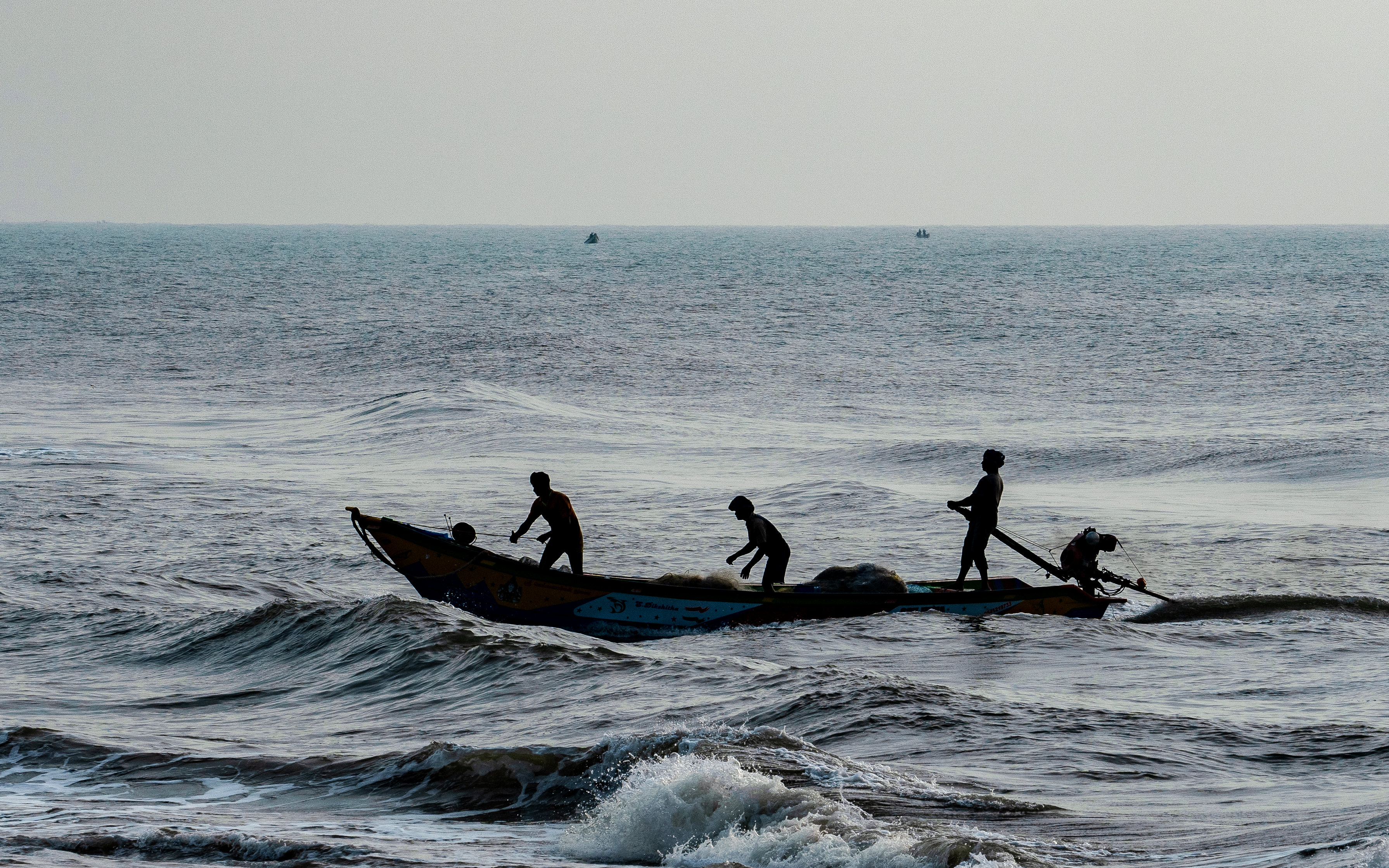
Pêcheurs en mer, à Devaneri.
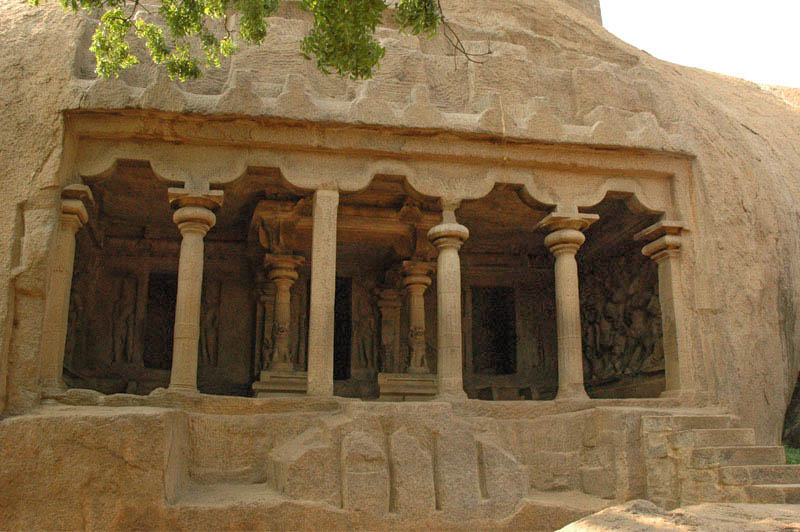
Temple Mahishamardini mandapa. À d. Dourga Mahishamardini[6].
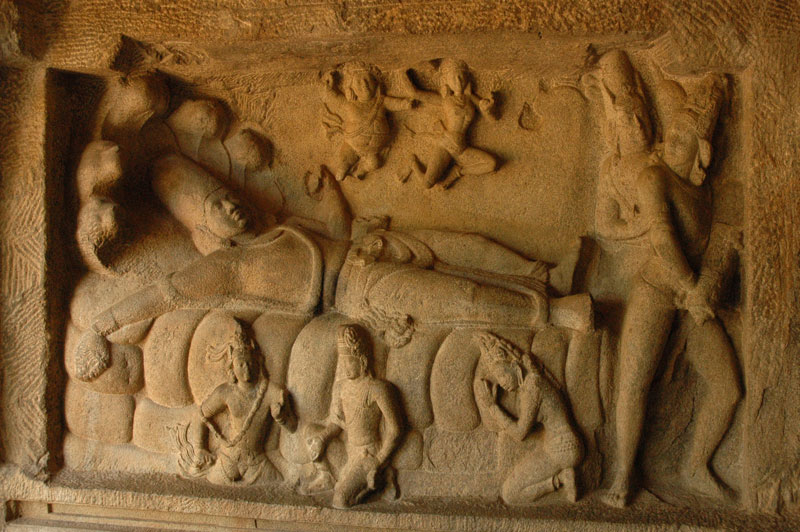
Paroi de gauche : Le sommeil de Vishnu.
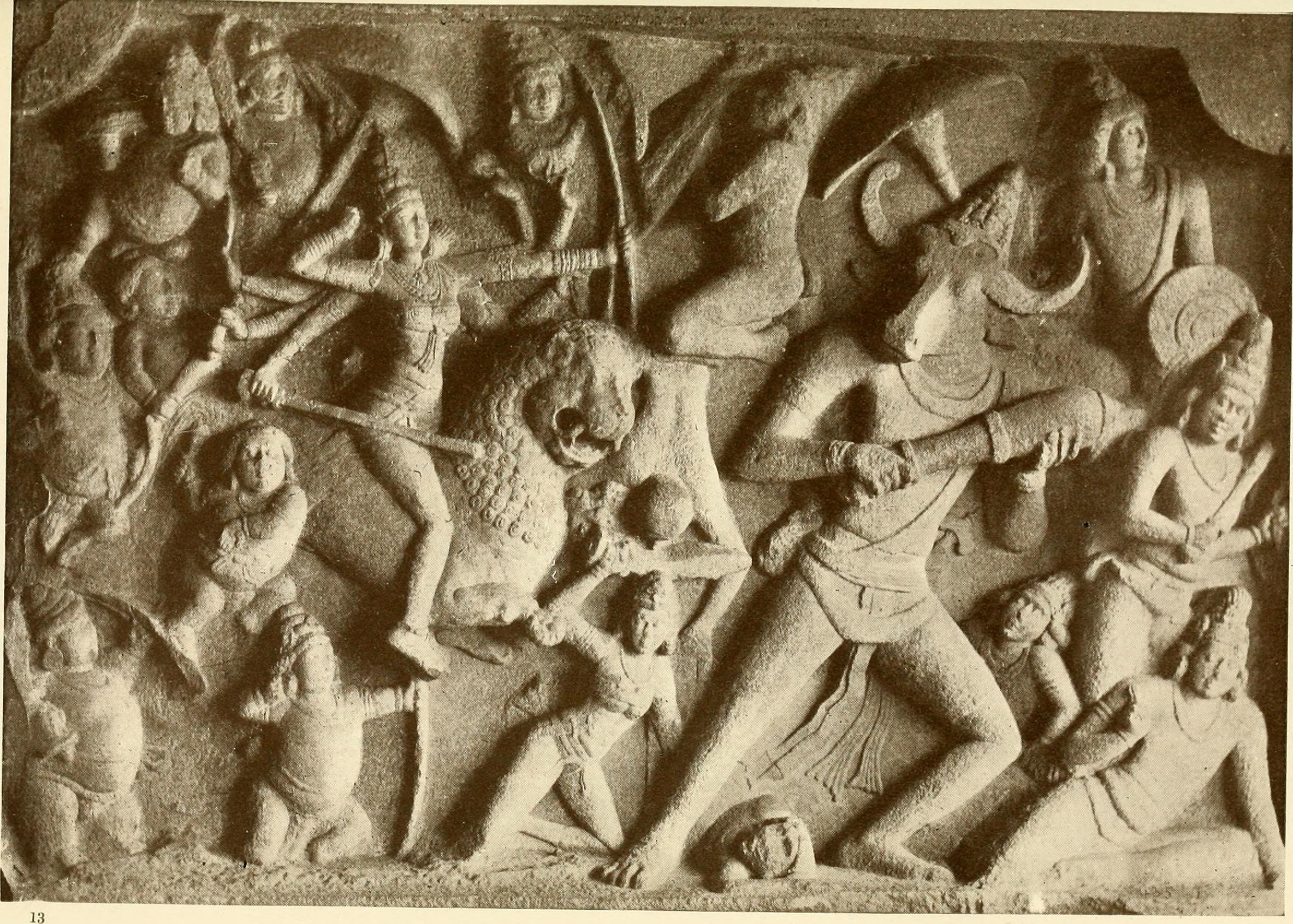
Paroi de droite : Dourga chevauchant le lion et poursuivant Mahishasura.
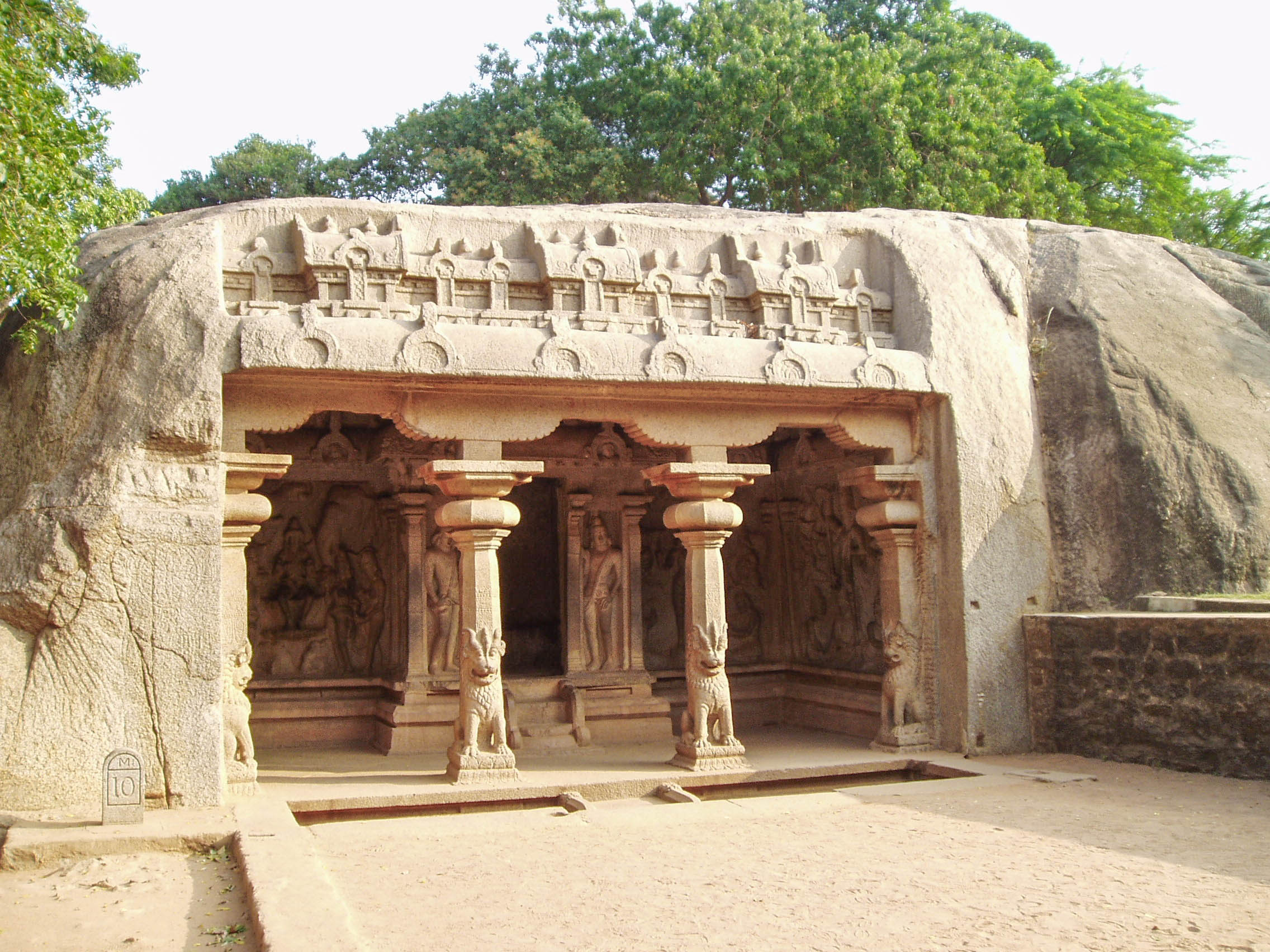
Petit temple de Vahara[7].
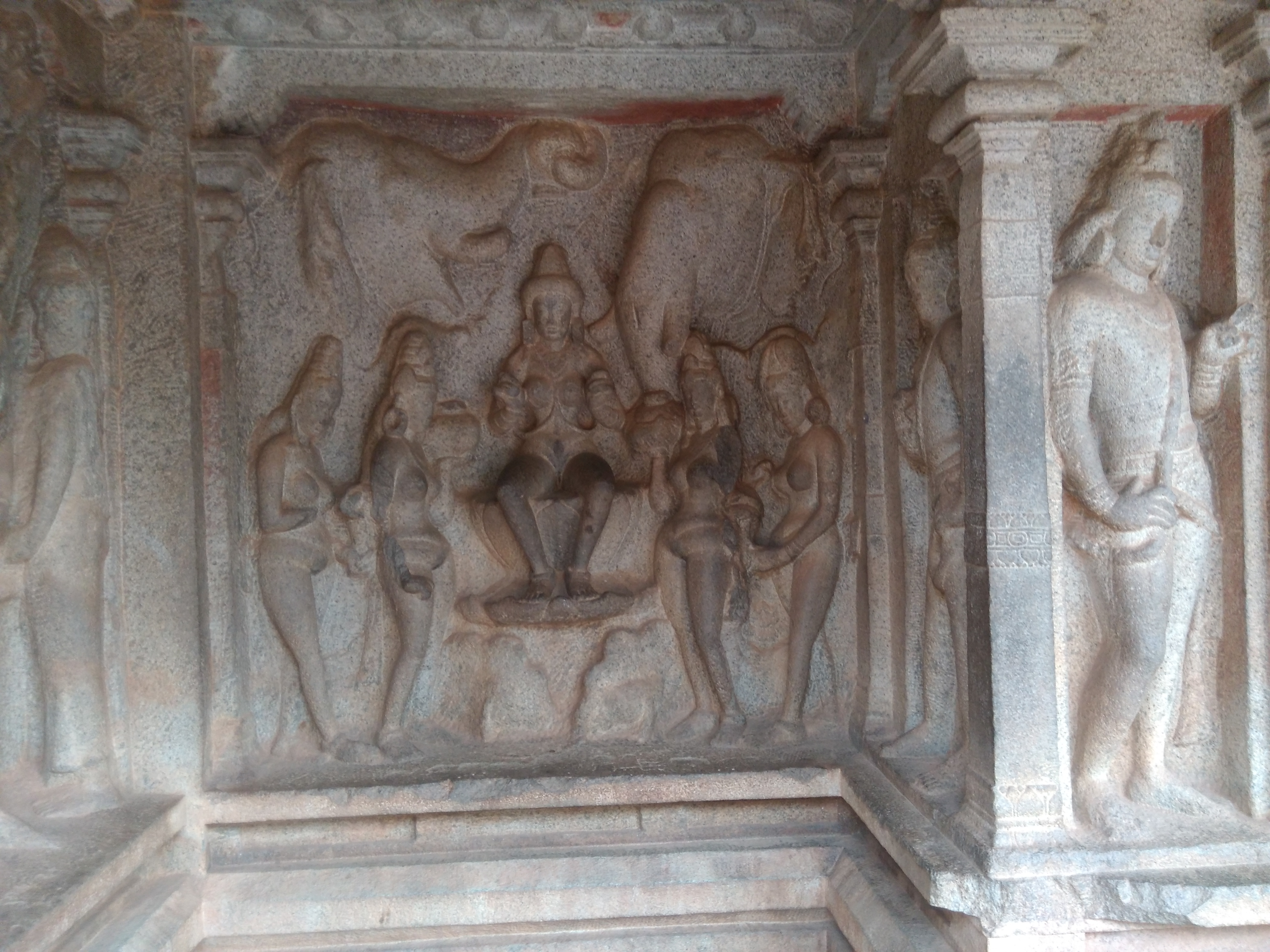
Lakshmi, grotte de Varaha.
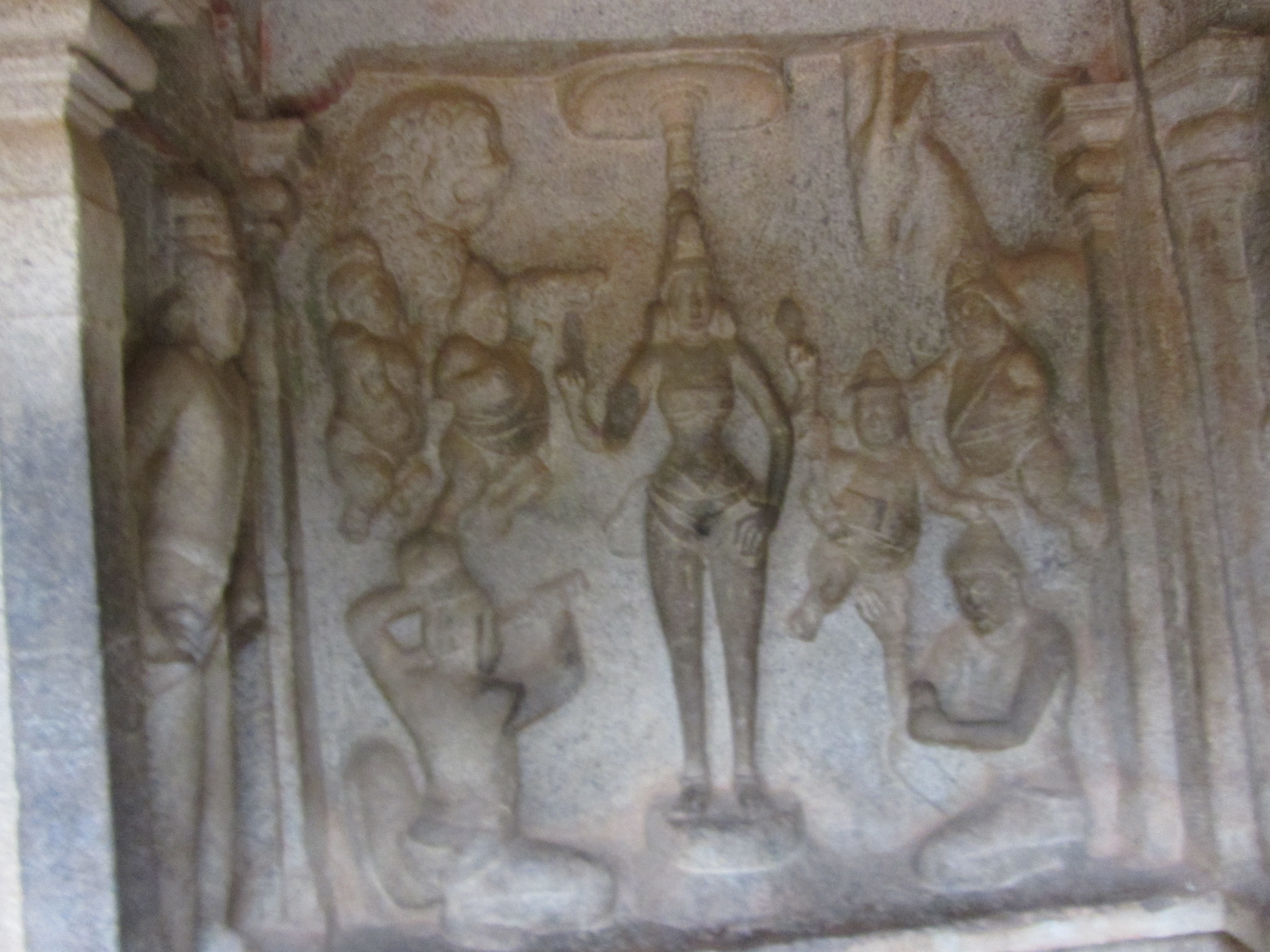
Dourga, grotte de Varaha[8].
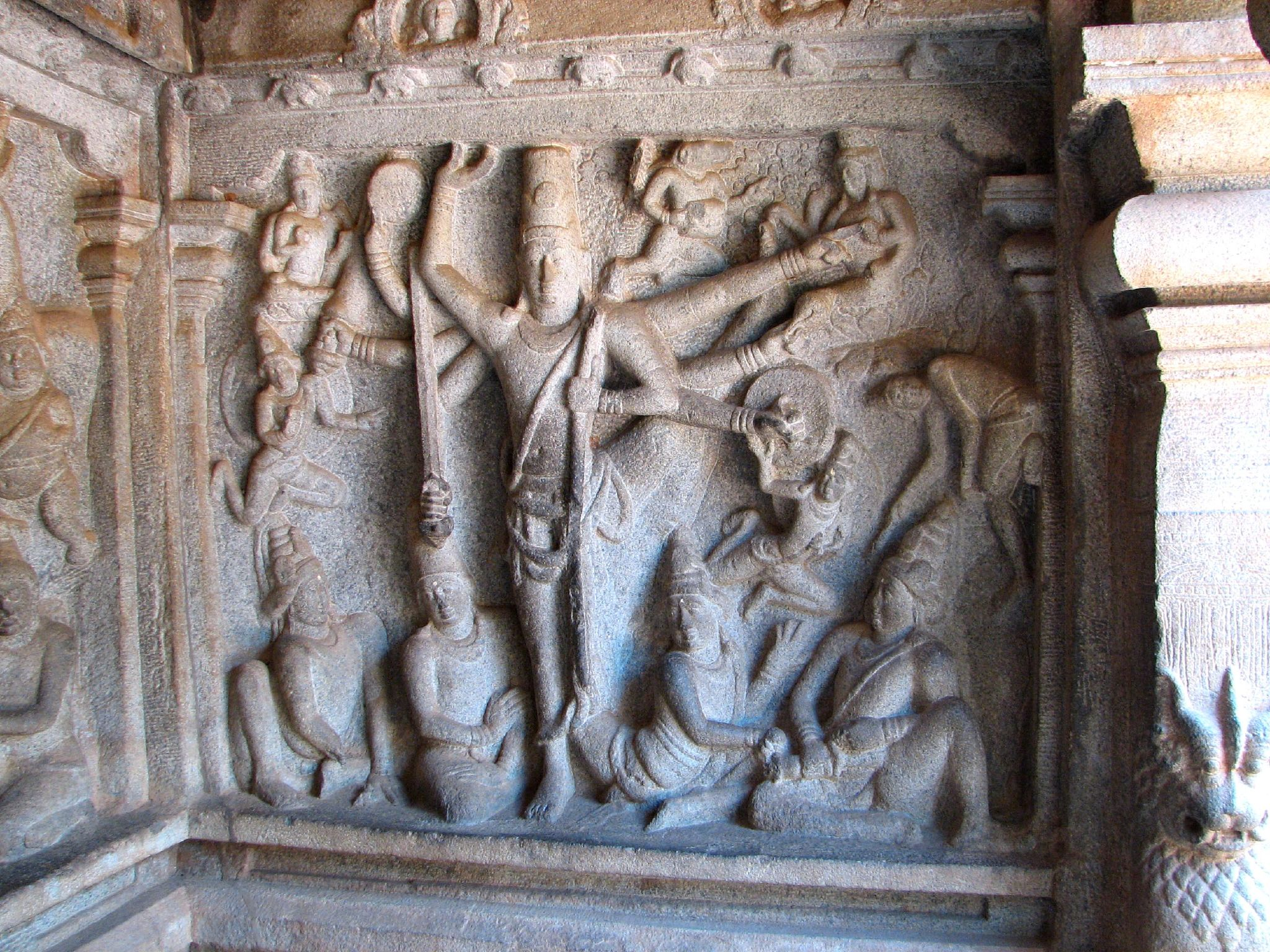
Vishnou Trivikrama, grotte de Varaha.
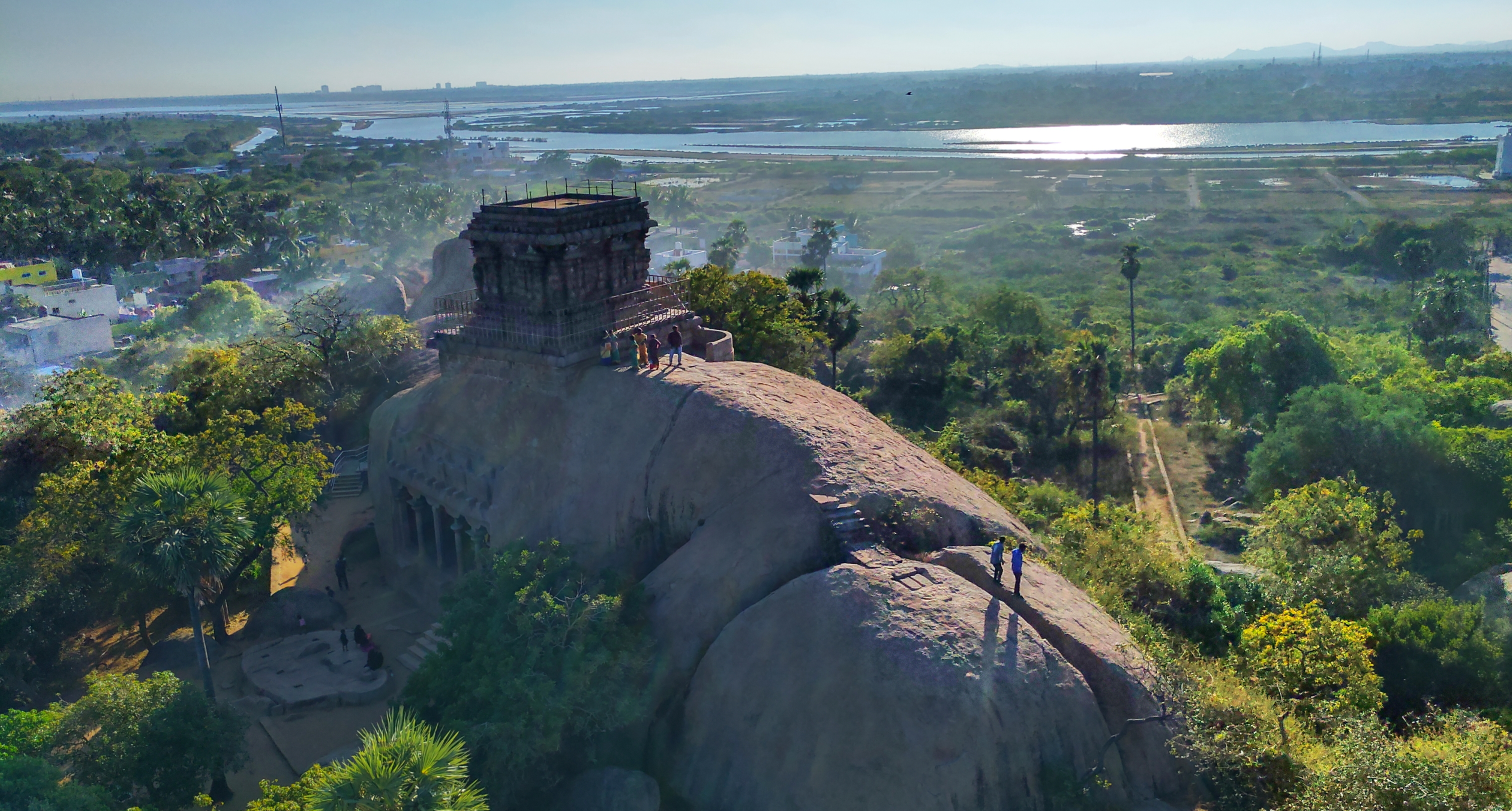
Vue depuis le phare, côté lagune du Great Salt Lake.
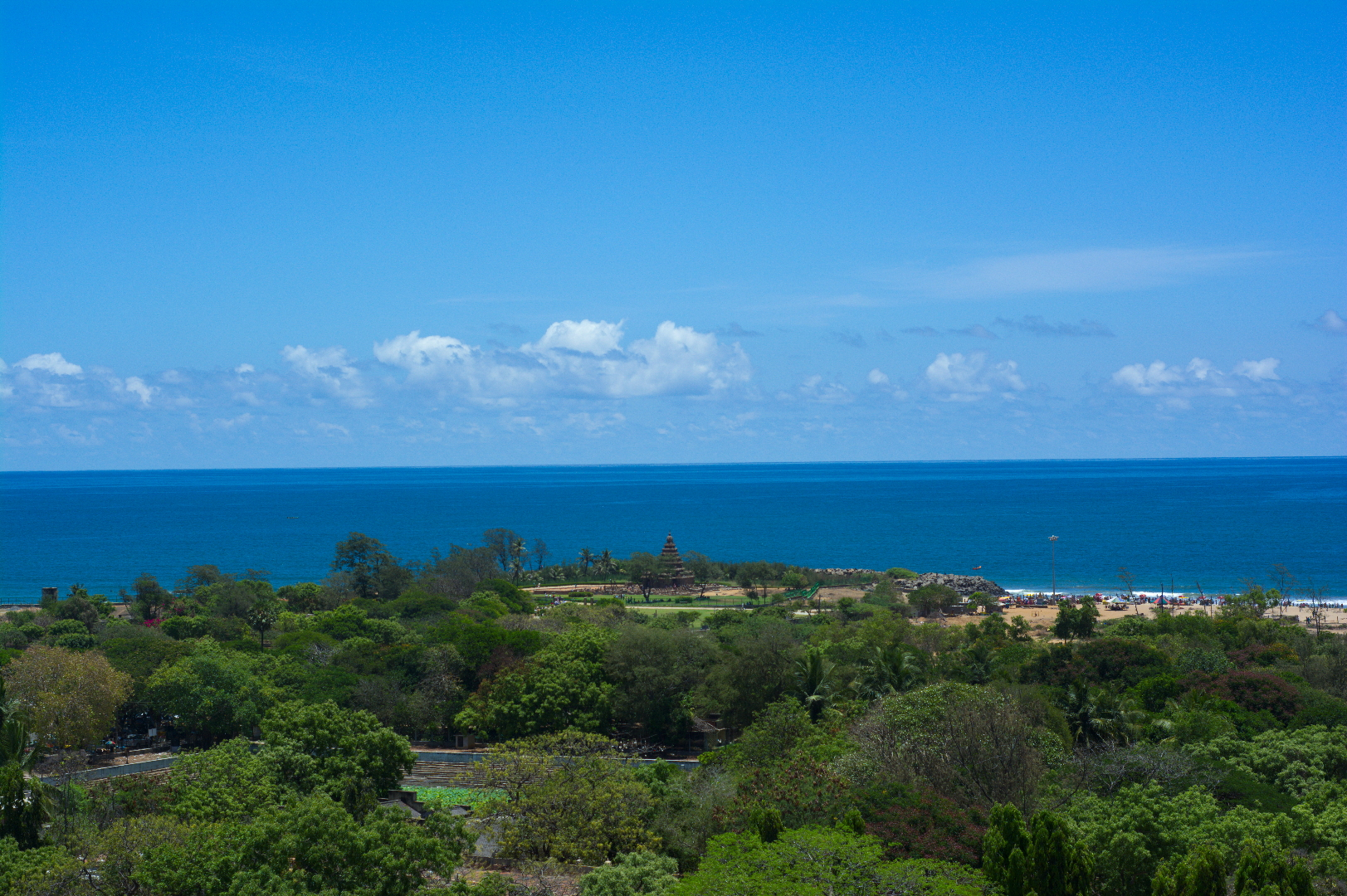
Vue depuis le phare, côté rivages du Golfe du Bengale.
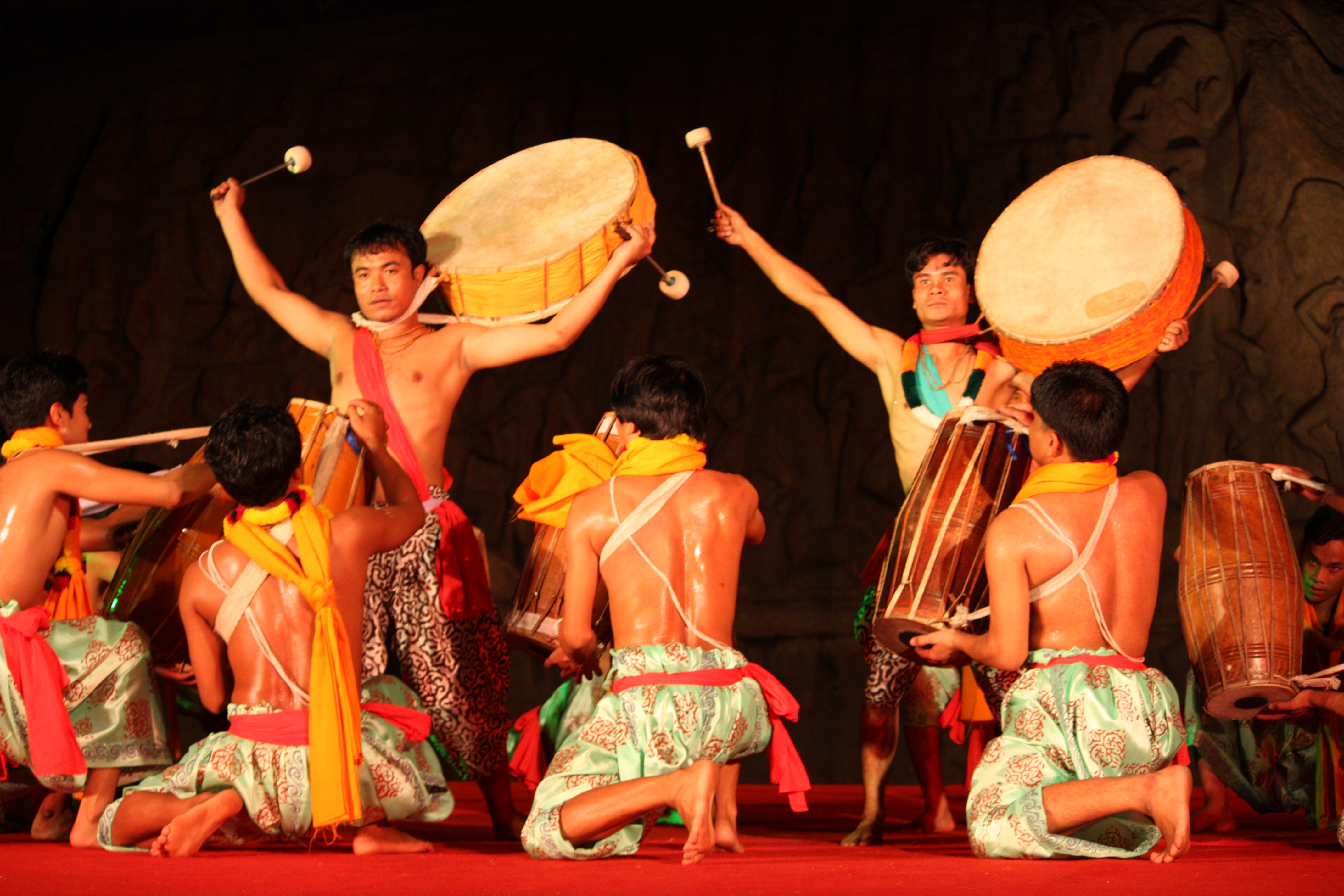
Danseurs-Percussionnistes Manipuris (Pung Cholom) lors du festival de danse.
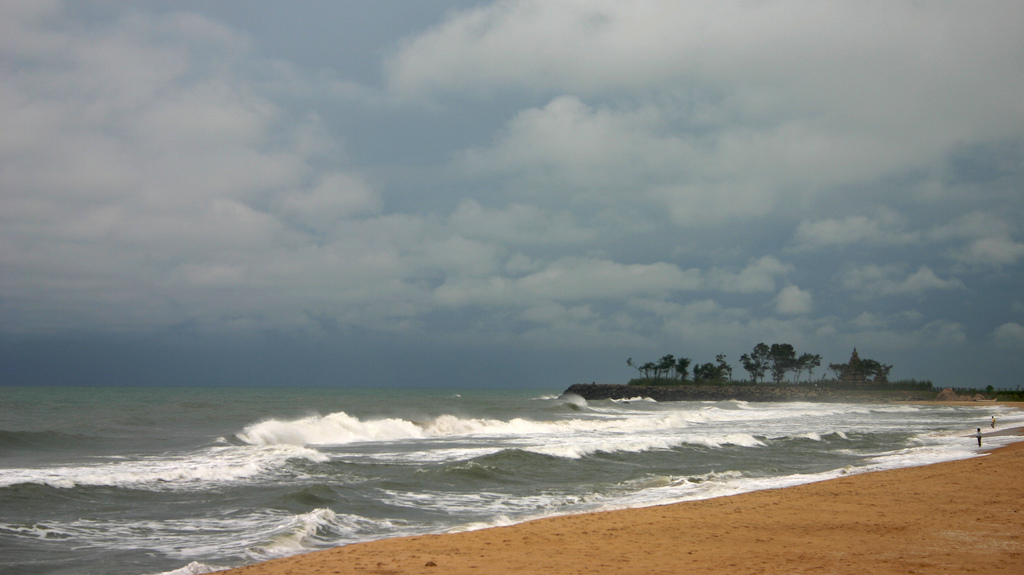
Plage de Mahabalipuram, avec le temple du rivage en arrière-plan.
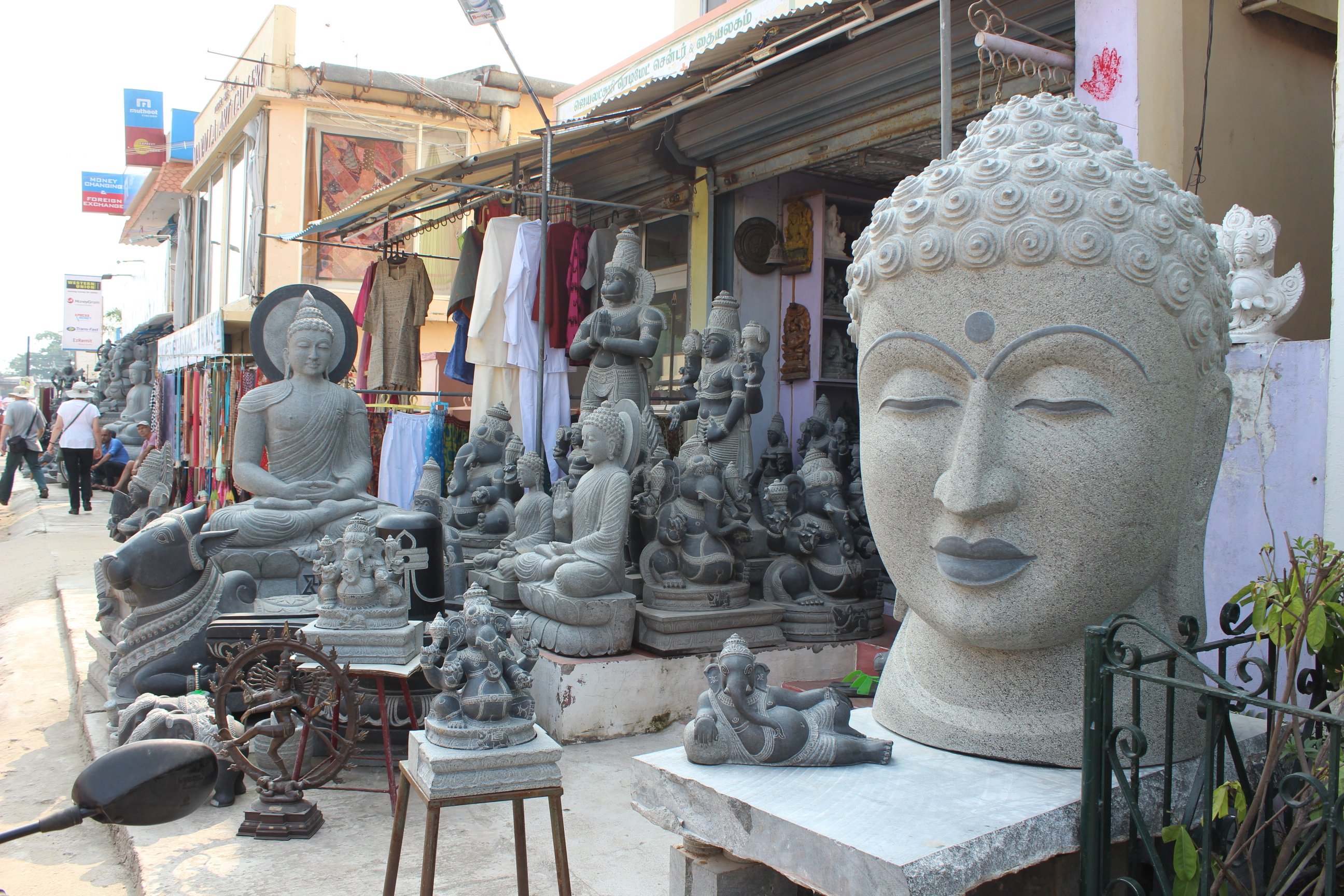
Boutique vendant des statues et sculptures de manufacture locale.
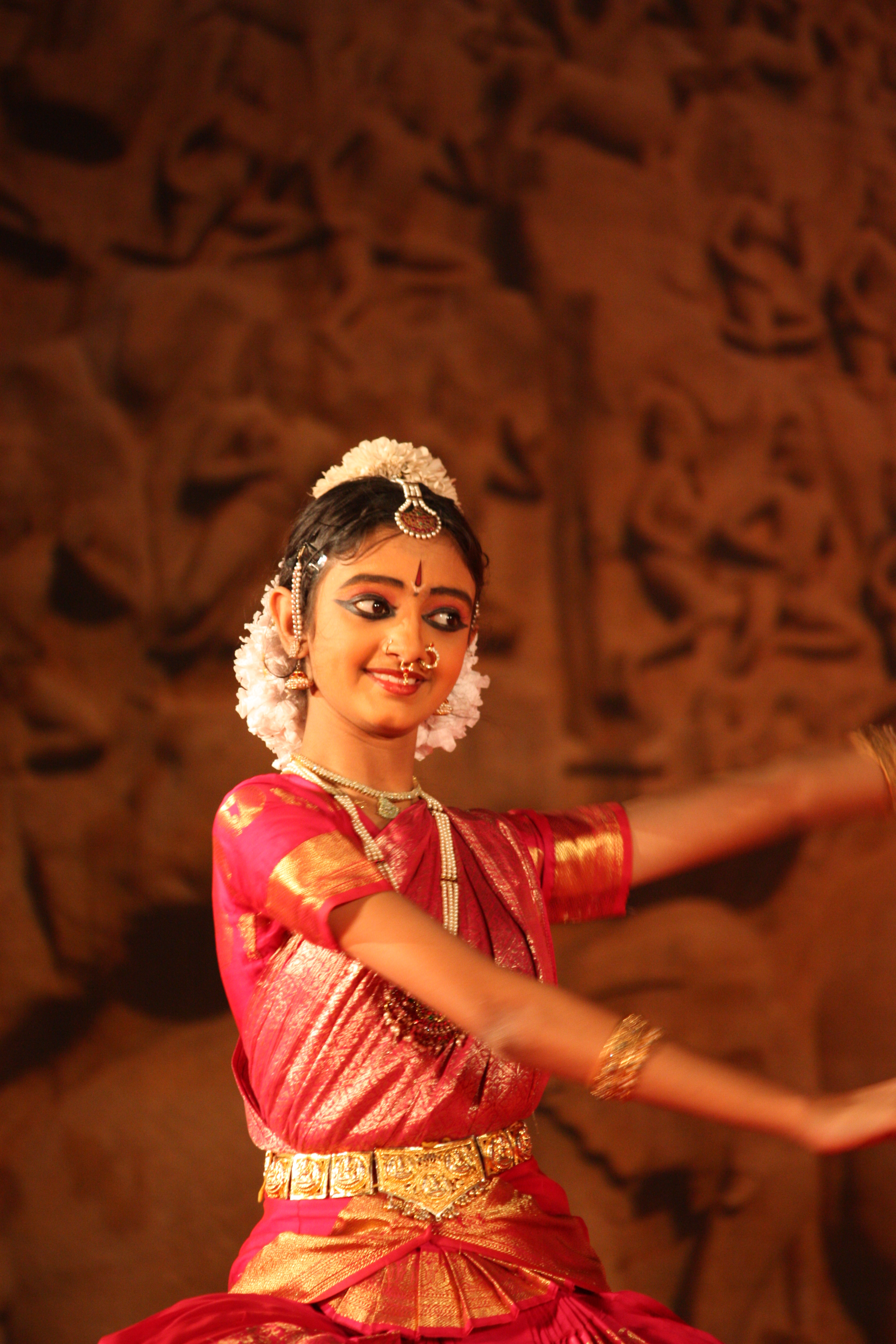
Danseuse devant La Descente du Gange.